# Mravenečník čtyřprstý
Mravenečník čtyřprstý (Tamandua tetradactyla) zvaný též tamandua nebo mravenečník stromový je druh mravenečníka z Jižní Ameriky. Je to samotářské zvíře, vyskytující se v mnoha stanovištích od tropických deštných lesů po suché savany. Živí se termity, mravenci a včelami. Má velmi silné drápy, které lze použít k rozbití hmyzích hnízd nebo k obraně.

## Popis
Tamandua je středně velký mravenečník s délkou těla a hlavy v rozmezí 34–88 cm. Jeho chápavý ocas je na konci holý a dlouhý 37–67 cm. Dospělí váží 1,5 až 8,4 kg. Rozdíly ve velikosti samce a samice jsou nepatrné.

## Rozmnožování
Páření probíhá zpravidla na podzim. Po březosti dlouhé 130–190 dnů se rodí jedno mládě. Mladí mravenečníci se vozí na zádech matky, ale někdy jsou uloženi na bezpečné větvi, zatímco se matka krmí.

## Poddruhy

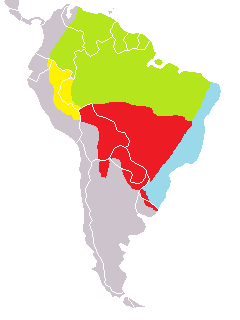
mapa rozšíření poddruhů mravenečníka čtyřprstého:
červeně T. tetradactyla straminea,
zeleně T. tetradactyla nigra,
modře T. tetradactyla tetradactyla,
žlutě T. tetradactyla quichua

- Tamandua tetradactyla tetradactyla (Linnaeus, 1758) – jižní a východní Brazílie, Uruguay
- Tamandua tetradactyla nigra (Geoffroy, 1803) – severní Brazílie, Kolumbie, Venezuela, Trinidad, Surinam, Guyana
- Tamandua tetradactyla quichua (Thomas, 1927) – Peru, Ekvádor, západní Brazílie
- Tamandua tetradactyla straminea (Cope, 1889) – jižní Brazílie, Paraguay, Bolívie, Argentina

## Zoo
V České republice je chován v zoo Ústí nad Labem, Zoo Lešná, Zoo Olomouc a Zoo Brno.

## Galerie

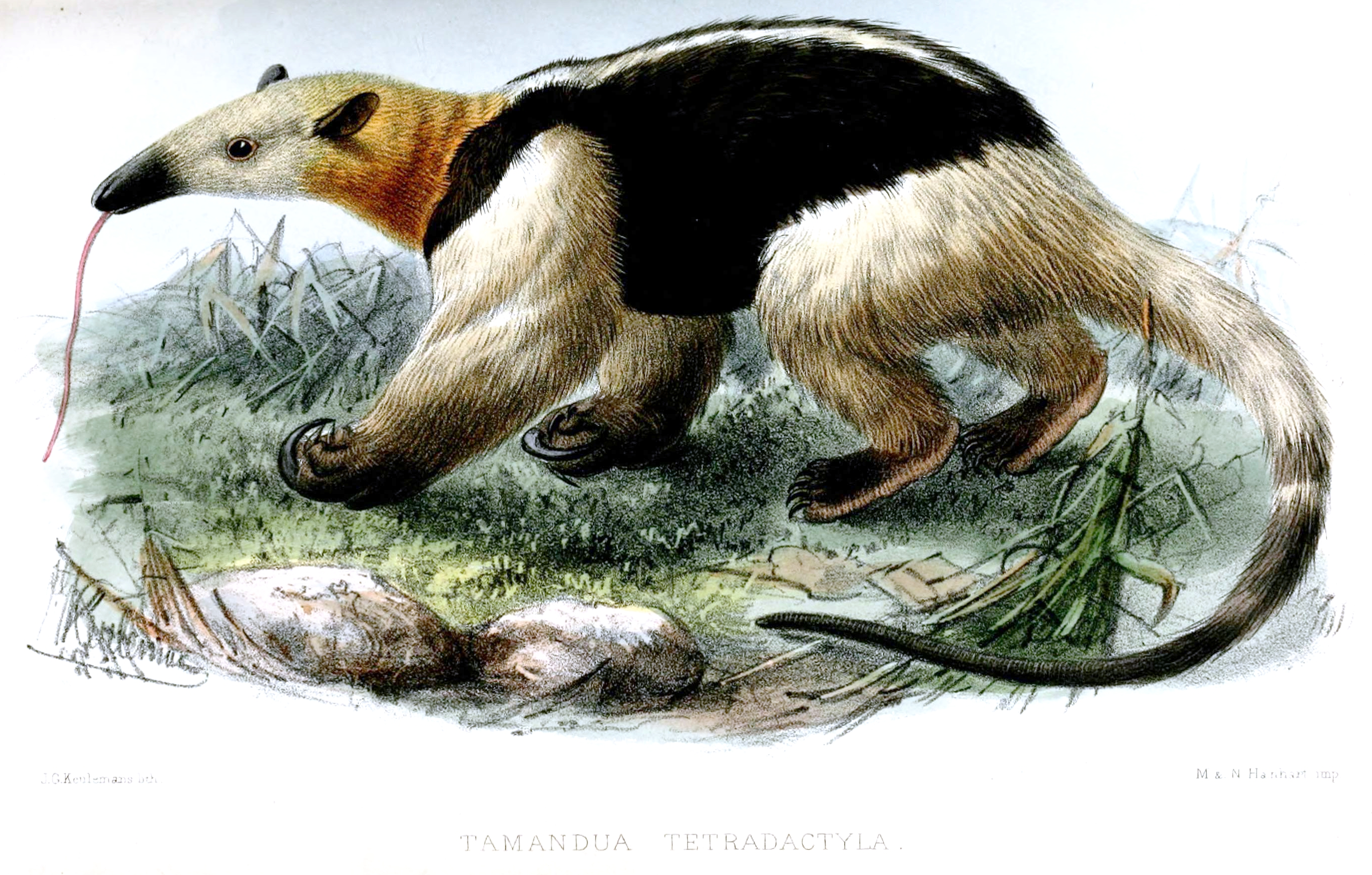
Kresba mravenečníka čtyřprstého
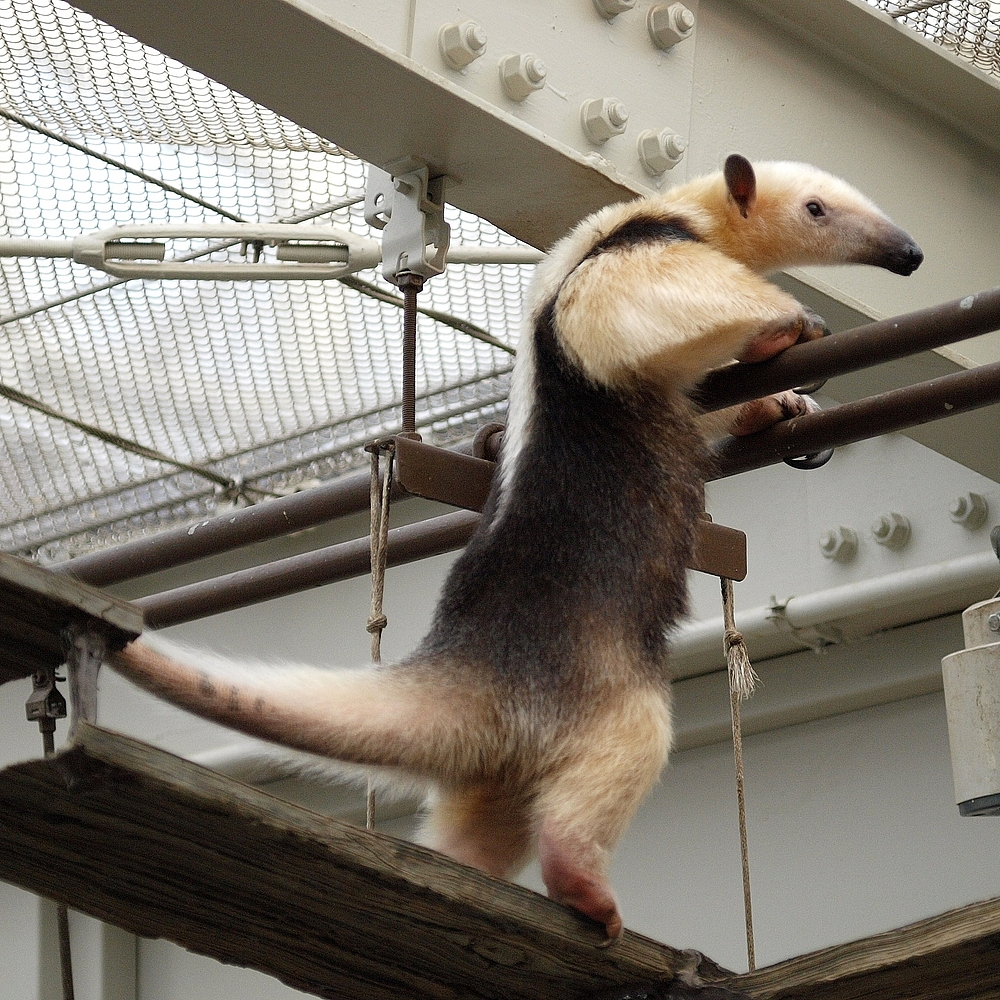
Mravenečník čtyřprstý
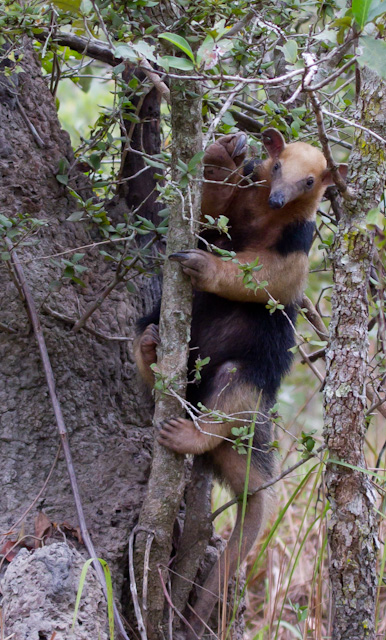
Mravenečník čtyřprstý